# 大对囊蕨
大对囊蕨（学名：Deparia wilsonii var. maxima）也称大蛾眉蕨，为蹄盖蕨科对囊蕨属下的一个变种。